# Марчин Белски
Ма̀рчин Белски, герб Правджиц (на полски: Marcin Bielski) е полски военен, историк, преводач и ренесансов поет.

## Биография
Роден е ок. 1495 година в село Бяла, Шерадзка земя. Умира на 18 декември 1575 година и погребан в град Пайенчно.

## Творчество
- Zywoty Filosofow
- Kronika wszystkyego swyata
- Kronika polska
- Sprawa Rycerska
- Sen majowy pod gajem zielonym jednego pustelnika
- Sejm niewieści
- Rozmowa nowych prorokow dwu baranow o jednej głowie...
- Sen maiowy
- Komedia Justina y Konstanciey